# 45. nordlige breddekreds
Den 45. nordlige breddekreds (eller 45 grader nordlig bredde) er en breddekreds, der ligger 45 grader nord for ækvator. Den løber gennem Europa, Asien, Stillehavet, Nordamerika og Atlanterhavet.